# ولفنشتاین سه‌بعدی
ولفنشتاین سه‌بعدی (انگلیسی: Wolfenstein 3D) یک بازی ویدئویی در سبک تیراندازی اول شخص است که توسط ۳دی رلمز منتشر شد. ولفنشتاین سه‌بعدی در پلت‌فرم‌های گیم بوی ادوانس، مک اواس، سوپر نینتندو، جگوار کارز، آتاری اس‌تی، آمیگااواس، ۳دی‌او، رایانه جیبی، اکس‌باکس ۳۶۰، پلی‌استیشن ۳، مایکروسافت ویندوز، Acorn Archimedes و داس منتشر شده‌است.

## خلاصه داستان
بازی Wolfenstein 3D به دو مجموعه سه قسمتی تقسیم می‌شود. سه قسمت اصلی عبارتند از:
1. "فرار از قلعه ولفنشتاین" - بلازکوویچ، جاسوس آمریکایی لهستانی‌تبار، پس از دستگیری در حین جستجوی طرح‌های عملیات آیزنفاست (مشت آهنین) در قلعه ولفنشتاین زندانی شده و باید فرار کند.
2. "عملیات: آیزنفاست" - او نقشه نازی‌ها برای ایجاد ارتش موتانت‌های زنده‌به‌گور را در قلعه هوله‌هامر کشف و خنثی می‌کند.
3. "بمیر، فوررا، بمیر!" - بلازکوویچ به یک پناهگاه زیر رایشستاگ نفوذ می‌کند و با هیتلر که در یک لباس رباتیک مسلح به چهار مسلسل زنجیری است مبارزه می‌کند.
ماموریت‌های شبانه (The Nocturnal Missions) - داستان پیشین:
این سه قسمت به نقشه‌های آلمان برای جنگ شیمیایی می‌پردازد:
1. "راز تاریک" - تعقیب دانشمندی که مسئول توسعه سلاح‌های شیمیایی است در یک مرکز تحقیقات سلاح.
2. "ردپای مرد دیوانه" - جستجوی نقشه‌ها و طرح‌های جنگ شیمیایی در قلعه ارلانگن.
3. "رویارویی" - مقابله با ژنرال نازی مسئول ابتکار جنگ شیمیایی در قلعه اوفنباخ.
نیزه سرنوشت (Spear of Destiny):
این قسمت اضافی که توسط FormGen منتشر شد، یک ماموریت پیشین دیگر را روایت می‌کند که در آن بلازکوویچ سعی می‌کند نیزه سرنوشت را که از کاخ ورسای دزدیده شده از نازی‌ها پس بگیرد. دو قسمت تکمیلی دیگر به نام‌های:
- "بازگشت به خطر"
- "چالش نهایی"
نیز ساخته شدند که در هر کدام بلازکوویچ برای بازپس گیری نیزه سرنوشت (که این بار برای ساخت سلاح هسته‌ای یا احضار اهریمنان دوباره دزدیده شده) با نازی‌ها می‌جنگد.